# Matthew Bergeron
Matthew K. Bergeron (Victoriaville, Quebec; 26 de febrero de 2000) más conocido como Matthew Bergeron, es un jugador profesional canadiense de fútbol americano, se desempeña en la posición de lineman en Atlanta Falcons, en la National Football League (NFL).

## Carrera
Hizo su debut profesional con el equipo Atlanta Falcons, lleva jugando una temporada, comenzó en el 2023.